# Amphiprion clarkii
Amphiprion clarkii (Bennett, 1830), detto pesce pagliaccio di Clark o pesce pagliaccio dalla coda gialla, è un pesce d'acqua salata appartenente alla famiglia Pomacentridae e alla sottofamiglia Amphiprioninae diffuso nelle barriere coralline dell'Indo-Pacifico. Si tratta di una specie, come tutti i pesci pagliaccio, nota per il suo rapporto di simbiosi con alcune specie di anemoni di mare. Data la bellezza della livrea e la difficoltà di allevamento non elevata, è una specie comune in acquari pubblici e privati.

## Descrizione
Il pesce pagliaccio di Clark presenta un corpo di forma ovaloide, compresso ai fianchi, con pinne arrotondate. La sua livrea ha generalmente tre bande bianche, l'ultima delle quali, vicino alla coda, è poco visibile ma comunque presente. Una caratteristica che permette di distinguerlo da specie simili, come Amphiprion tricinctus, è la pinna caudale bianca o gialla, che è sempre più chiara rispetto ai colori del corpo. Comunque la sua colorazione varia molto a seconda dall'areale geografico; può essere anche completamente giallo o variare dall'arancione con tonalità scure. Se associato agli anemoni del genere Stichodactyla, il pesce pagliaccio di Clark ha la colorazione in prevalenza nera. Data la sua ampia distribuzione indopacifica presenta una elevata variabilità morfologica. Uno studio, basato sulla variabilità della colorazione e di altri caratteri morfologici, di popolazioni localizzate in sei differenti aree situate al largo delle coste giapponesi, ha evidenziato clini con andamento latitudinale.
Raggiunge una lunghezza di 15 cm.

### Specie simili e come distinguerle, regole chiave
Alcune specie che, come il pesce pagliaccio di Clark, hanno tre bande bianche:
Amphiprion tricinctus: specie endemica delle isole Marshall, a differenza del pesce pagliaccio di Clark ha pinna caudale nera;
Amphiprion chrysogaster: endemico delle Mauritius, anche lui ha coda scura; distingui da A. tricinctus per distribuzione;
Amphiprion fuscocaudatus: pesce delle Seychelles, la coda è chiara; distingui dal pesce pagliaccio di Clark per distribuzione.

## Distribuzione e habitat
Tra i pesci pagliaccio, è la specie maggiormente diffusa, presente quasi in tutto l'areale della sua sottofamiglia. Abita le acque tropicali dell’Indo-Pacifico. È presente, titolo indicativo, dalla Tanzania al Golfo Persico, all’isola di Mauritius ed alle Maldive, nello Sri Lanka, alle isole Andamane, in Thailandia, Australia, Indonesia, Malesia, Nuova Guinea, Micronesia, Filippine, Taiwan ed in Cina fino al sud del Giappone. Nell’emisfero sud raggiunge Tonga e la Nuova Caledonia. Abita solo nei reef corallini delle zone indicate, ad un massimo di 50-60 m di profondità, ma si possono frequentemente trovare anche a meno di 5 m di profondità. Se ci troviamo in una barriera di questi posti quindi, non sarà difficile trovarlo, sempre in compagnia di altri esemplari e della sua anemone simbionte.

## Biologia

### Alimentazione
Si nutre di fitoplancton (diatomee), zooplancton, anellidi e zooplancton, che cattura con la tipica bocca a mandibola espandibile dei pesci planctivori. Si ciba anche dei residui alimentari dell'anemone simbionte.

### Simbiosi mutualistica

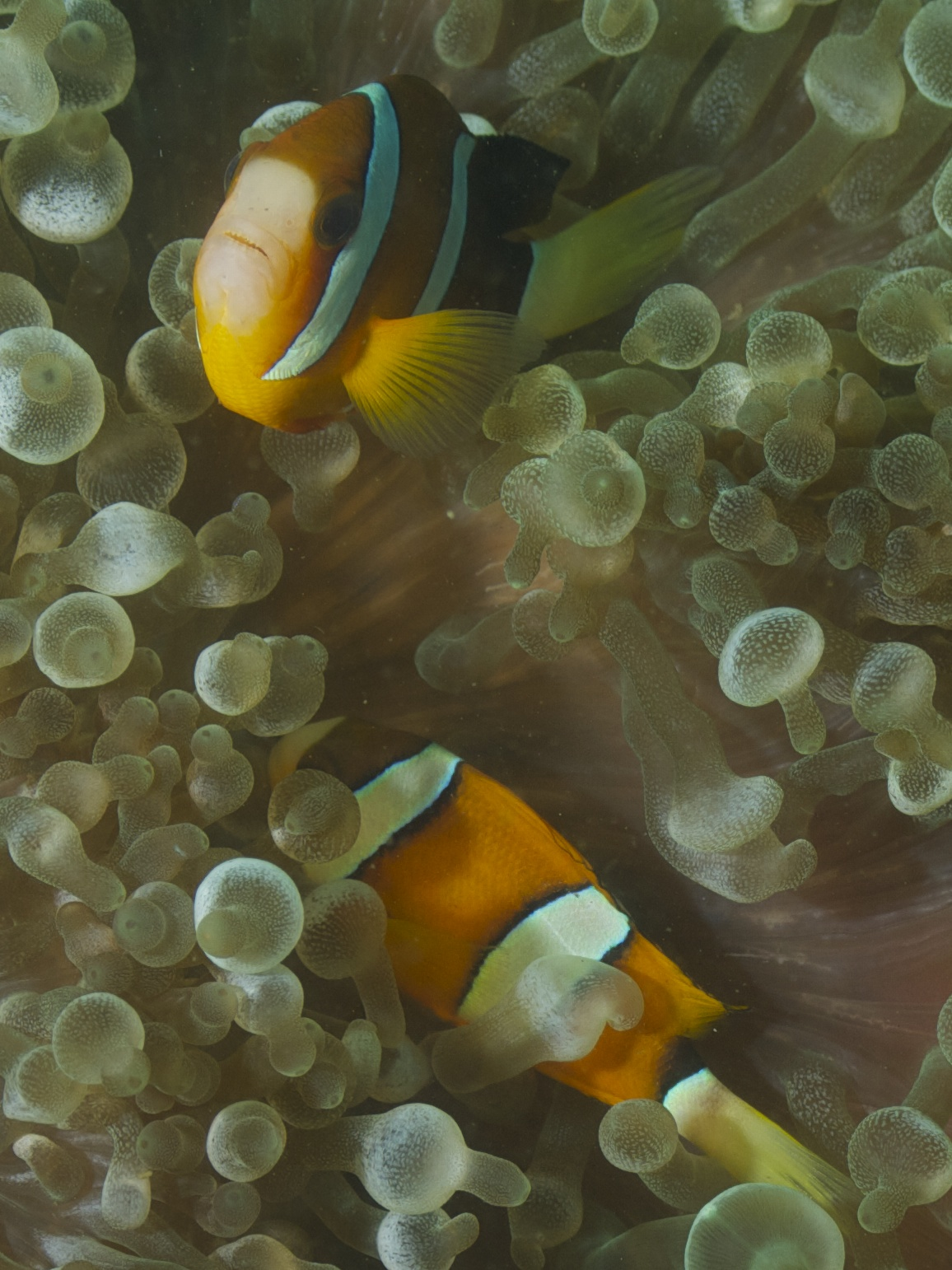
Una coppia di pesci pagliaccio di Clark nuota indenne fra i tentacoli dell'anemone a bulbi (Entacmaea quadricolor)

Come tutti i pesci pagliaccio, ha una simbiosi mutualistica (che porta vantaggi a tutte le specie interessate) con alcune specie di anemoni di mare  o attinie. Gli anemoni sono muniti di nematocisti urticanti per quasi tutte le creature della barriera corallina, ma il pesce pagliaccio vi è immune per via di una speciale mucosa che ne imita le caratteristiche, quindi così l'anemone riconoscerà il corpo del pesce come una parte di sé stesso. Da questo rapporto il pesce ricava protezione: nessun predatore si avvicinerebbe mai ad un anemone, quindi il pesciolino appena avvista un pericolo vi si corica dentro. Tutti i pesci pagliaccio infatti hanno imparato a non allontanarsi mai dal proprio anemone simbionte, e vi passano tutta la vita. Inoltre l'anemone è anche fonte di cibo per il pesce, che talvolta attua una simbiosi di pulizia: il pesce ricava nutrimento, e l'anemone non ha così più parassiti. Altro vantaggio per l'attinia è, anche per lei, difesa dai predatori: i pesci farfalla (famiglia Chaetodontidae) delle barriere coralline si nutrono dei tentacoli dell'anemone, ma i piccoli pesci pagliaccio sono ottimi guardiani e difendono la propria casa a costo della vita: in fondo senza l'anemone i piccoli pesci sarebbero indifesi e subito preda di uno dei tanti predatori delle barriere coralline. Altra ipotesi di uno dei vantaggi dell'anemone, è che il pesce pagliaccio funga da esca per alcuni suoi predatori, i quali per catturarlo verrebbero bloccati dai tentacoli dell'anemone, che prendono così cibo gratis.

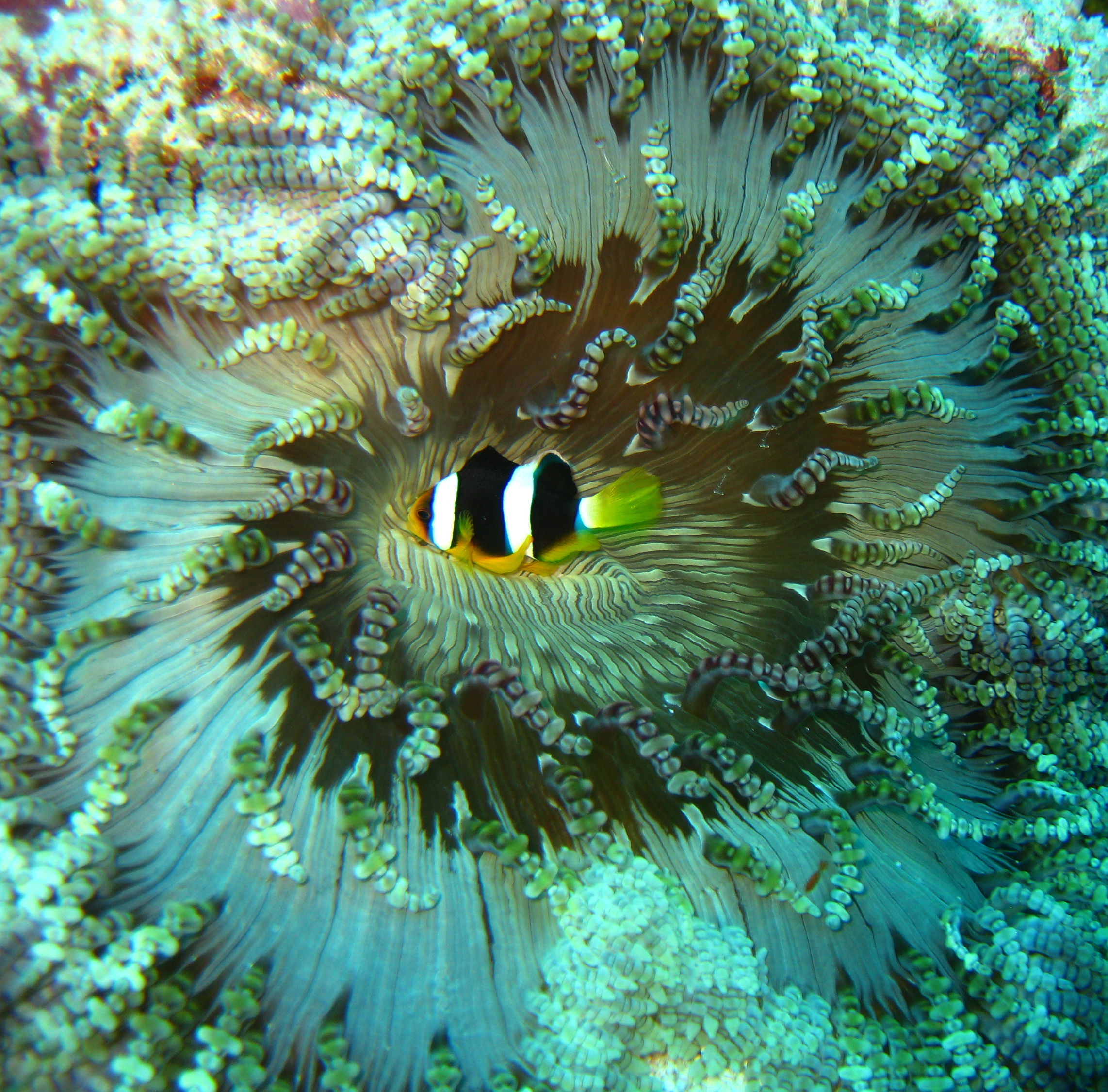
Simile ad un fiore attaccato alla sabbia, l'anemone Heteractis aurora ospita spesso un pesce pagliaccio di Clark in forma giovanile

Il pesce pagliaccio di Clark è, tra i pesci pagliaccio, la specie meno esigente: infatti in natura vive in simbiosi con tutte le 10 specie di anemoni di mare che possono ospitare i pesci pagliaccio: Cryptodendrum adhaesivum, Entacmaea quadricolor, Heteractis aurora, H. crispa, H. magnifica, H. malu, Macrodactyla doreensis, Stichodactyla gigantea, S. haddoni e S. mertensii.

### Riproduzione

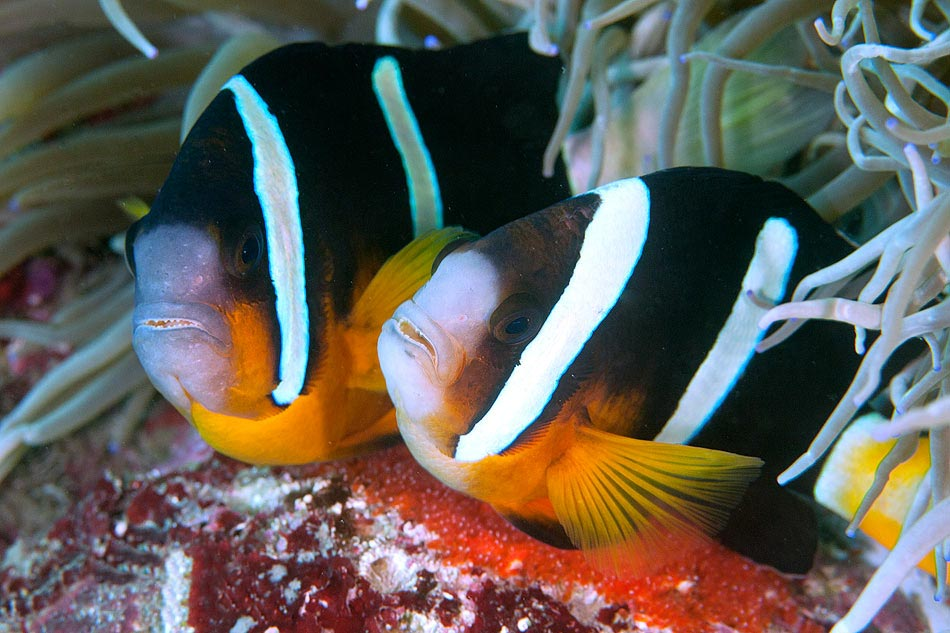
Una coppia di riproduttori. In basso sono visibili le uova

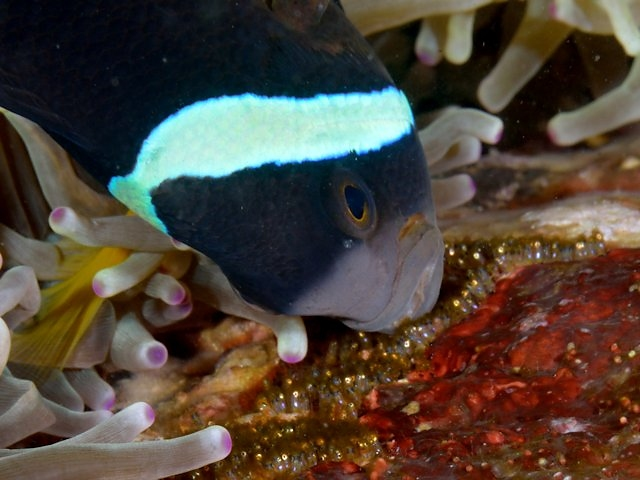
Il maschio attraverso il processo del mouthing cura le uova con sostanze antibiotiche presenti nella sua saliva, e probabilmente mangia quelle che sono morte

Sono ermafroditi, con il fenomeno della proterandrìa (detti ermafroditi proterandrici), e monogami, con la differenza che al pesce più grande è attribuito il sesso femminile; nell'anemone, essi possono formare una piccola comunità, un piccolo harem, composta anche da esemplari giovani. L'esemplare femminile è quello che mantiene inalterata la formazione degli ormoni sessuali degli altri pesci: quando la sua presenza viene meno, il componente maschile più grande ne prende le veci (in parole povere nasce maschio e invecchiando trasmuta in femmina, il tutto in 5-6 mesi). Il rifugio (ubicato nelle adiacenze dell'anemone simbionte) in cui verranno collocate le uova, è pulito preventivamente dal maschio che rosicchia alacremente i ciuffi di alghe che infestano la base del giaciglio. Quando la femmina raggiunge il maschio l'operazione riproduttiva ha inizio: appena depone le uova (ne depone annualmente 1000-2500 adesive di forma ellittica), essa comincia a raggrupparle una accanto all'altra premurandosi che esse aderiscano al substrato con l'aiuto di una fibra sottile adesiva; spetta al maschio, dunque, fertilizzarle e preservarle da eventuali pericoli perpetrati dall'anemone. Per adempiere alle operazioni difensive, esso può (anche congiuntamente alla femmina) emettere dei suoni stridenti. Inoltre il maschio sovrintende a funzioni di "manutenzione" della progenie: con l'ausilio delle pinne pettorali smuovono le acque sovrastanti le uova e divorano quelle morte o ammuffite. La schiusa avviene nell'arco di una settimana o poco più, nelle ore immediatamente successive al tramonto o in orari notturni. Gli avannotti cominciano a nuotare in zone pelagiche anche se non impiegano molto tempo a diventare assidui frequentatori del fondale e a manifestare il legame simbiotico verso gli anemoni. In parole povere, le larve dei pesci vagano tra il plancton in superficie in un lungo viaggio, ma quando saranno cresciute è ora di tornare nel reef, alla ricerca di un anemone adatto con dei pesci della stessa specie. Trattasi di una specie molto prolifera. In natura le popolazioni hanno bisogno di 1,4-4,4 anni per raddoppiare i loro effettivi e l’indice di vulnerabilità della specie è relativamente basso, al livello 32 su una scala di 100.

## Rapporti con l'uomo

### Pesca
Nei luoghi d'origine è pescato, anche se molto raramente, per l'alimentazione umana.

### Acquariofilia
È una specie allevata in acquari pubblici e privati. Il pesce pagliaccio di Clark ha bisogno di valori dell'acqua ben precisi:
- Temperatura: 26° / 30 °C;
- Densità: 1018 / 1022;
- pH: 8,4.

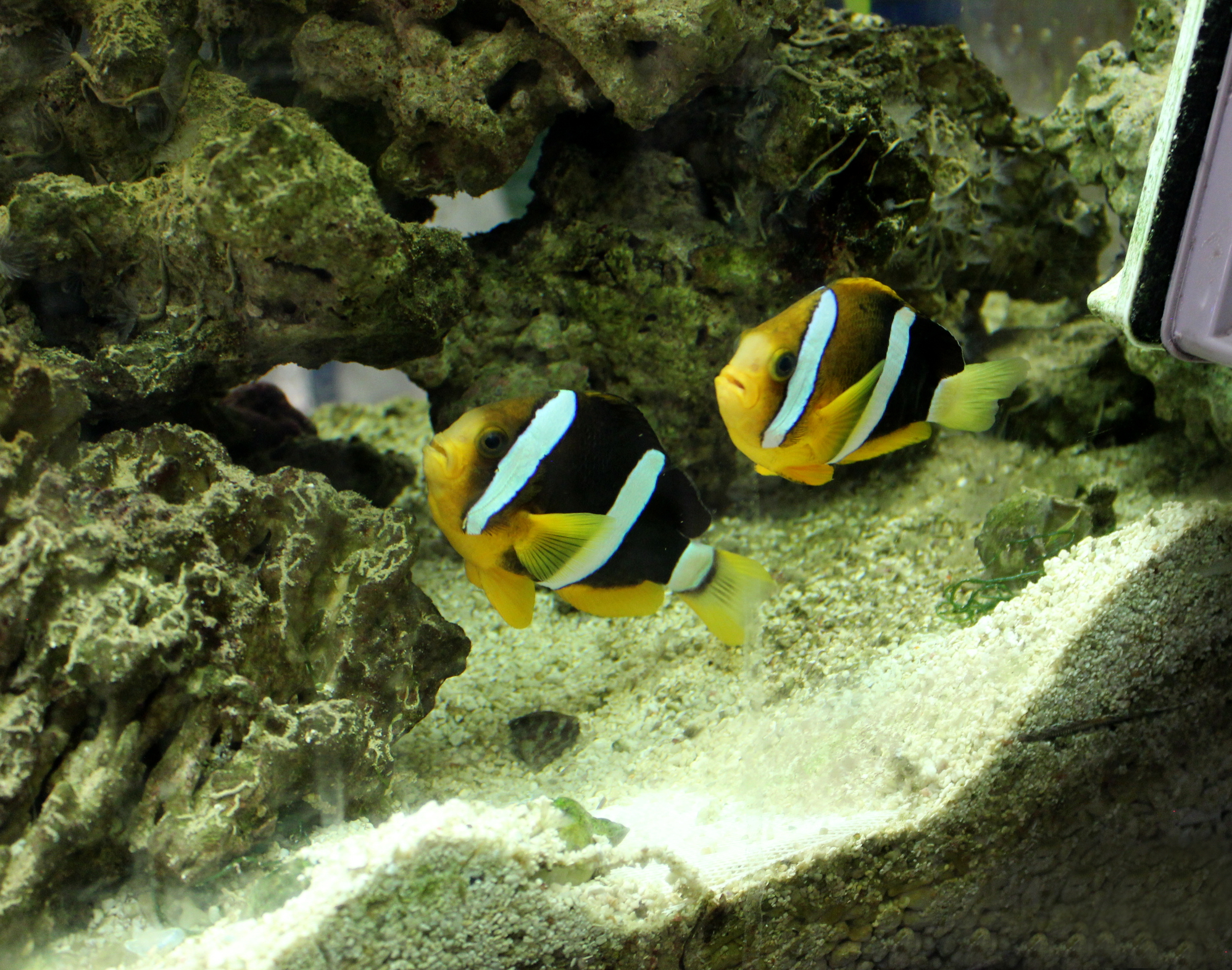
Due ottime iniziative per allevare dei pesci pagliaccio in acquario sono acquistare un'anemone simbionte della specie giusta e acquistare una coppia di pesci

I pesci pagliaccio sono tra le specie migliori per acquariofili principianti, specie se si vuole cominciare con la creazione di un nano-reef. Dato che in natura non si spostano mai dal loro anemone, non richiedono spazi troppo grandi e ben sopportano la cattività.
È adatto alla convivenza con quasi tutti i pesci di barriera delle altre specie e con gli invertebrati. Sebbene si possa allevare anche senza la presenza di un anemone, è fortemente consigliata la convivenza con quest'ultima: la simbiosi sta nel DNA del pesce pagliaccio, starne senza significa non farlo star bene, sintomi possono essere stress e conseguenti malattie. In assenza di attinie, si ripara comunque in coralli molli e affini, ma è difficile farlo star bene senza la propria compagna di vita. Gli anemoni con cui il pesce entra in simbiosi in acquario aumentano: si accontenta di Cryptodendrum adhesivum, Psychobrachia douglasi, Radianthus koseirensis, Radianthus kuekenthali, Radianthus malu, Radianthus malu, Stichodactyla gigantea, Stichodactyla kenti, Stichodactyla haddoni, Stichodactyla mertensii, Entacmaea quadricolor, Heteractis aurora, Heteractis crispa, Heteractis magnifica e Heteractis malu. Se si ha l'accortezza di introdurre in vasca il suo anemone simbionte, è possibile constatare che i benefici conseguenti si riflettono in primo luogo sulle capacità riproduttive dell'animale; nuovi partner simbionti vengono talvolta rifiutati.  Ricordiamo che l'illuminazione nel nostro acquario deve essere intensa, non tanto per il pesce ma più per l'anemone. Altro buon auspicio è tenerlo in coppia, in modo da farlo stare bene - ma anche in gruppi più numerosi - nel proprio anemone simbionte. La convivenza con specie dello stesso genere è rischiosa, in quanto si tratta di pesci territoriali. Se l'acquario è di piccole dimensioni l'accanimento introspecifico può sfociare nella ferocia assoluta e portare alla soppressione dei pesci indesiderati. Spesso assume infatti atteggiamenti aggressivi in difesa del proprio territorio producendo con la bocca dei suoni stridenti. Tenere due pesci pagliaccio di specie diversa nella stessa vasca non è comunque cosa difficile, specie se l'acquario è abbastanza grande.  Una volta ben acclimatato è onnivoro, predilige mangime surgelato, artemie e chironomus e mysis, oppure liofilizzato e secco in granuli di piccolo diametro. Per il suo ottimale mantenimento in acquario e per mantenere i suoi splendidi colori sono necessarie vasche con acqua ben filtrata ed ossigenata, preparata con sali marini sintetici di ottima qualità; abbondanti cambi parziali con un'accurata sifonatura del fondo, regolari trattamenti con ozono ed aggiunte settimanali di Oligoelementi e Bioelementi. Purtroppo l'allevamento delle larve risulta alquanto problematico malgrado la riproduzione in scala ottimale dell'habitat naturale; infatti naupli di Artemia risultano inizialmente indigesti agli avannotti e per sperare di ottenere qualche risultato apprezzabile bisogna ricorrere prima a forme nutritive alternative (ciliati marini del genere Euplotes, integrati ad altri microorganismi allevati in particolari acquari). Rispetto a quanto registrato in natura, il pesce pagliaccio di Clark denota un tasso di longevità quasi dimezzato (10 anni naturali contro i 5 registrati in cattività).